# Kenny Stills
Kenneth Lee „Kenny“ Stills Jr. (* 22. April 1992 in Eden Prairie, Minnesota) ist ein ehemaliger US-amerikanischer American-Football-Spieler auf der Position des Wide Receivers. Er stand bei den New Orleans Saints, Miami Dolphins, Houston Texans und Buffalo Bills in der National Football League (NFL). unter Vertrag.

## College
Stills spielte von 2010 bis 2012 an der University of Oklahoma für die Oklahoma Sooners.
Am College fing Stills in den drei Jahren insgesamt 204 Bälle und schaffte dabei 2.594 Yards und 24 Touchdowns. 2011 und 2012 wurde er in die zweite Mannschaft des All-Big-12-Team gewählt.

## NFL
Stills wurde im NFL Draft 2013 in der 5. Runde an 144. Stelle insgesamt von den New Orleans Saints ausgewählt.

### New Orleans Saints
Stills spielte in seinen ersten beiden NFL-Saisons 2013 und 2014 für die Saints.
In den zwei Jahren bei den Saints kam er dabei auf 1.572 Yards und 8 Touchdowns bei insgesamt 95 gefangenen Pässen.

### Miami Dolphins
Am 13. März 2015 wurde Stills vor der Saison 2015 im Tausch gegen den Linebacker Dannell Ellerbe und einen Draft-Pick von den New Orleans Saints zu den Miami Dolphins transferiert.
2016 war Stills in jedem Spiel der Dolphins Startspieler und unterschrieb nach der Saison einen neuen Vierjahresvertrag mit einem Gehalt von 32 Mio. US-Dollar und garantierten 20 Mio. US-Dollar.

### Houston Texans
Am 31. August 2019 tauschten die Dolphins Stills zusammen mit Laremy Tunsil, einem Viert- und einem Sechstrundenpick im Austausch gegen zwei Erstrundenpicks, einen Zweitrundenpick, sowie die Spieler Johnson Bademosi und Julién Davenport zu den Houston Texans.
In der Saison 2019 kam Stills auf 40 gefangene Pässe für 569 Yards und vier Touchdowns. Am 27. November 2020 wurde er von den Houston Texans entlassen, nachdem er 2020 nur noch bei knapp einem Viertel aller offensiven Spielzüge eingesetzt worden war und bis zum 12. Spieltag nur 144 Yards Raumgewinn im Passspiel sammeln konnte.

### Buffalo Bills
Am 4. Januar 2021 wurde Stills in das Practice Squad der Buffalo Bills aufgenommen. Für das AFC Championship Game wurde Stills in den aktiven Kader befördert, er sah allerdings keine Einsatzzeit.

### Rückkehr zu den New Orleans Saints
Am 15. September 2021 nahmen die New Orleans Saints Stills für ihren Practice Squad unter Vertrag. Er wurde zweimal für den Spieltag aktiviert, bevor die Saints ihn am 9. Oktober in den 53-Mann-Kader aufnahmen.

## NFL-Statistiken
| 2013            | New Orleans Saints | 16  | 10 | 32  | 641   | 20,0 | 76T | 5  | 3 | 10 | 3,3  | 4  | 0 | 0 | 0 |
| 2014            | New Orleans Saints | 15  | 7  | 63  | 931   | 14,8 | 69T | 3  | 1 | −2 | −2,0 | −2 | 0 | 1 | 0 |
| 2015            | Miami Dolphins     | 16  | 8  | 27  | 440   | 16,3 | 47T | 3  | - | -  | -    | -  | - | 0 | 0 |
| 2016            | Miami Dolphins     | 16  | 16 | 42  | 726   | 17,3 | 74T | 9  | - | -  | -    | -  | - | 0 | 0 |
| 2017            | Miami Dolphins     | 16  | 16 | 58  | 847   | 14,6 | 61T | 6  | - | -  | -    | -  | - | 4 | 2 |
| 2018            | Miami Dolphins     | 15  | 15 | 37  | 553   | 14,9 | 75T | 6  | - | -  | -    | -  | - | 1 | 0 |
| 2019            | Houston Texans     | 13  | 5  | 40  | 561   | 14,0 | 45  | 4  | - | -  | -    | -  | - | 0 | 0 |
| 2020            | Houston Texans     | 10  | 0  | 11  | 144   | 13,1 | 24  | 1  | - | -  | -    | -  | - | 0 | 0 |
| 2021            | New Orleans Saints | 13  | 4  | 6   | 68    | 11,3 | 22  | 1  | 1 | 1  | 1,0  | 1  | 0 | 0 | 0 |
| Total           | Total              | 130 | 81 | 316 | 4.911 | 15,5 | 76  | 38 | 5 | 9  | 1,8  | 4  | 0 | 6 | 2 |
| Quelle: NFL.com |                    |     |    |     |       |      |     |    |   |    |      |    |   |   |   |